# Железнодорожный транспорт в Африке

Железнодорожный транспорт в Африке развит сравнительно слабо. Длина эксплуатируемых линий около 75 000 км, или 6 % от общемировой протяжённости железных дорог, хотя на континент приходится около 14 % населения мира и 22 % площади суши. Объём перевозок континента в 2011 году составлял около 2 % от общемирового. Плотность ж/д путей Африки составляет 1,2-2,3 км/км², что намного ниже среднемирового значения в 23,1 км/км² (максимальная плотность — 5,6 км/км² — наблюдается в ЮАР). За исключением семи государств, железнодорожная сеть не электрифицирована.
Железнодорожная сеть континента состоит из линий с разной шириной колеи, что не позволяет организовать транзитные перевозки пассажиров и грузов. Исключение составляют юг и север континента, где по историческим причинам, связанным с колонизацией этих стран, сеть железных дорог более стандартизирована. Для того чтобы объединить сеть дорог, создан проект AfricaRail.
Прокладка первой в Африке железнодорожной линии была завершена в 1856 году, линия связала Каир и Александрию. В 1859 году началась прокладка линии Кейптаун-Веллингтон на юге континента. Большую часть железных дорог прокладывали колониальные державы, заинтересованные в укреплении своей власти, развитии торговли и промышленности. Строившиеся линии соединяли основные сельскохозяйственные и богатые полезными ископаемыми районы с портами на побережье. После получения африканскими странами независимости новые границы нарушили маршруты сообщения, а конкуренция со стороны автотранспорта и неэффективное управление привели к постепенному упадку сети. В XXI веке важнейшим источником финансирования железнодорожной инфраструктуры в Африке стал Китай.
В 1972 году создан Союз африканских железных дорог.
Ниже приведён список железных дорог по странам Африки:
| Страна                           | Железнодорожный транспорт                                                 | Эксплуатанты                         | Длина железнодорожной сети км | Ширина колеи мм  |
| -------------------------------- | ------------------------------------------------------------------------- | ------------------------------------ | ----------------------------- | ---------------- |
| Южно-Африканская Республика      | Железнодорожный транспорт в Южно-Африканской Республике                   | Transnet, Spoornet, Gautrain         | 20 384                        | 1067             |
| Алжир                            | Железнодорожный транспорт в Алжире                                        | SNTF                                 | 6300                          | 1435             |
| Египет                           | Египетские национальные железные дороги                                   | ENR                                  | 5085                          | 1435             |
| Судан                            | Железнодорожный транспорт в Судане                                        | SRC                                  | 7251                          | 1067, 600        |
| Демократическая Республика Конго | Железнодорожный транспорт в Демократической Республике Конго              | SNCC                                 | 4128                          | 1067, 600, 1000  |
| Нигерия                          | Железнодорожный транспорт в Нигерии                                       | NRC                                  | 3798                          | 1067, 1435       |
| Танзания                         | Железнодорожный транспорт в Танзании                                      | TRC, TAZARA                          | 4097                          | 1000, 1067, 1435 |
| Кения                            | Железнодорожный транспорт в Кении                                         | Kenya Railways Corporation           | 3819                          | 1000, 1435       |
| Замбия                           | Железнодорожный транспорт в Замбии                                        | ZR, TAZARA                           | 3126                          | 1067             |
| Мозамбик                         | Железнодорожный транспорт в Мозамбике                                     | Beira Railroad Corporation           | 4787                          | 1067             |
| Намибия                          | Железнодорожный транспорт в Намибии                                       | TransNamib                           | 2628                          | 1067             |
| Ангола                           | Железнодорожный транспорт в Анголе                                        | CFA                                  | 2199                          | 1067             |
| Зимбабве                         | Железнодорожный транспорт в Зимбабве                                      | NRZ, BBR                             | 2042                          | 1067             |
| Марокко                          | Железнодорожный транспорт в Марокко                                       | ONCF                                 | 1907                          | 1435             |
| Тунис                            | Тунисские железные дороги                                                 | SNCFT                                | 1907                          | 1000, 1435       |
| Гвинея                           | Железнодорожный транспорт в Гвинее                                        | ONCFG                                | 1086                          | 1000, 1435       |
| Камерун                          | Железнодорожный транспорт в Камеруне                                      | Camrail                              | 987                           | 1000             |
| Гана                             | Железнодорожный транспорт в Гане                                          | GRC                                  | 947                           | 1067             |
| Сенегал                          | Железнодорожный транспорт в Сенегале en                                   | Transrail                            | 906                           | 1000             |
| Ботсвана                         | Железнодорожный транспорт в Ботсване                                      | BR                                   | 888                           | 1067             |
| Мадагаскар                       | Железнодорожный транспорт на Мадагаскаре                                  | CEAR                                 | 850                           | 1000             |
| Малави                           | Железнодорожный транспорт в Малави                                        | CEAR                                 | 797                           | 1067             |
| Габон                            | Трансгабонская железная дорога                                            | Transgabonais                        | 649                           | 1435             |
| Мали                             | Железнодорожный транспорт в Мали                                          | Transrail                            | 729                           | 1000             |
| Мавритания                       | Железнодорожный транспорт в Мавритании                                    | SNIM                                 | 704                           | 1435             |
| Эфиопия                          | Железнодорожный транспорт в Эфиопии                                       | Imperial Railway Company of Ethiopia | 659                           | 1435             |
| Кот-д’Ивуар                      | Железнодорожный транспорт в Кот-д’Ивуаре                                  | Sitarail                             | 660                           | 1000             |
| Республика Конго                 | Железнодорожный транспорт в Республике Конго                              | CFCO                                 | 509                           | 1067             |
| Того                             | Железнодорожный транспорт в Того                                          | SNCT                                 | 568                           | 1000             |
| Буркина-Фасо                     | Железнодорожный транспорт в Буркина-Фасо                                  | Sitarail                             | 495                           | 1000             |
| Либерия                          | Железнодорожный транспорт в Либерии                                       | LAMCO                                | 480                           | 1435, 1067       |
| Бенин                            | Железнодорожный транспорт в Бенине                                        | OCBN                                 | 470                           | 1000             |
| Свазиленд                        | Железнодорожный транспорт в Свазиленде en                                 | SR                                   | 302                           | 1067             |
| Южный Судан                      | Железнодорожный транспорт в Южном Судане                                  |                                      | 248                           | 1067             |
| Уганда                           | Железнодорожный транспорт в Уганде                                        | Uganda Railways Corporation          | 190                           | 1000, 1435       |
| Эритрея                          | Eritrean Railway                                                          | EA                                   | 118                           | 950              |
| Джибути                          | Железнодорожный транспорт в Джибути                                       | CFDE                                 | 108                           | 1435             |
| Сьерра-Леоне                     | Железнодорожный транспорт в Сьерра-Леоне                                  | African Minerals plc                 | 84                            | 1067             |
| Западная Сахара                  | Железнодорожный транспорт в Сахарской Арабской Демократической Республике | Полисарио                            | 5                             | 1435             |
| Лесото                           | Железнодорожный транспорт в Лесото                                        | ЮАР                                  | 2,6                           | 1067             |
| Ливия                            | Железнодорожный транспорт в Ливии                                         | LR                                   | Ведётся строительство         | 1435             |